# Rory Gallagher Corner
 (mars 2015).
Si vous disposez d'ouvrages ou d'articles de référence ou si vous connaissez des sites web de qualité traitant du thème abordé ici, merci de compléter l'article en donnant les références utiles à sa vérifiabilité et en les liant à la section « Notes et références ».
Rory Gallagher Corner est un angle de rue de Dublin (Irlande).

## Situation et accès
Le Rory Gallagher Corner est situé à l'intersection entre Essex St E et le North West Corner de Meeting House Square dans le quartier de Temple Bar.

## Origine du nom
Il rend hommage au guitariste de blues-rock irlandais Rory Gallagher (1948-1995).

## Historique
Le 19 mai 2006 est apposé sous le panneau portant l'indication « Rory Gallagher Corner » une sculpture en bronze, réplique de la guitare électrique Stratocaster de 1961 de Rory Gallagher.
Pour l'occasion sont présents The Edge (guitariste du groupe U2), Donal Gallagher (frère de Rory Gallagher) et Dermot McLaughlin (maire de Dublin lors de l'inauguration).
Pour empêcher toute tentative de vol, la sculpture est placée à plus de 4 mètres de hauteur.

## Bâtiments remarquables et lieux de mémoire

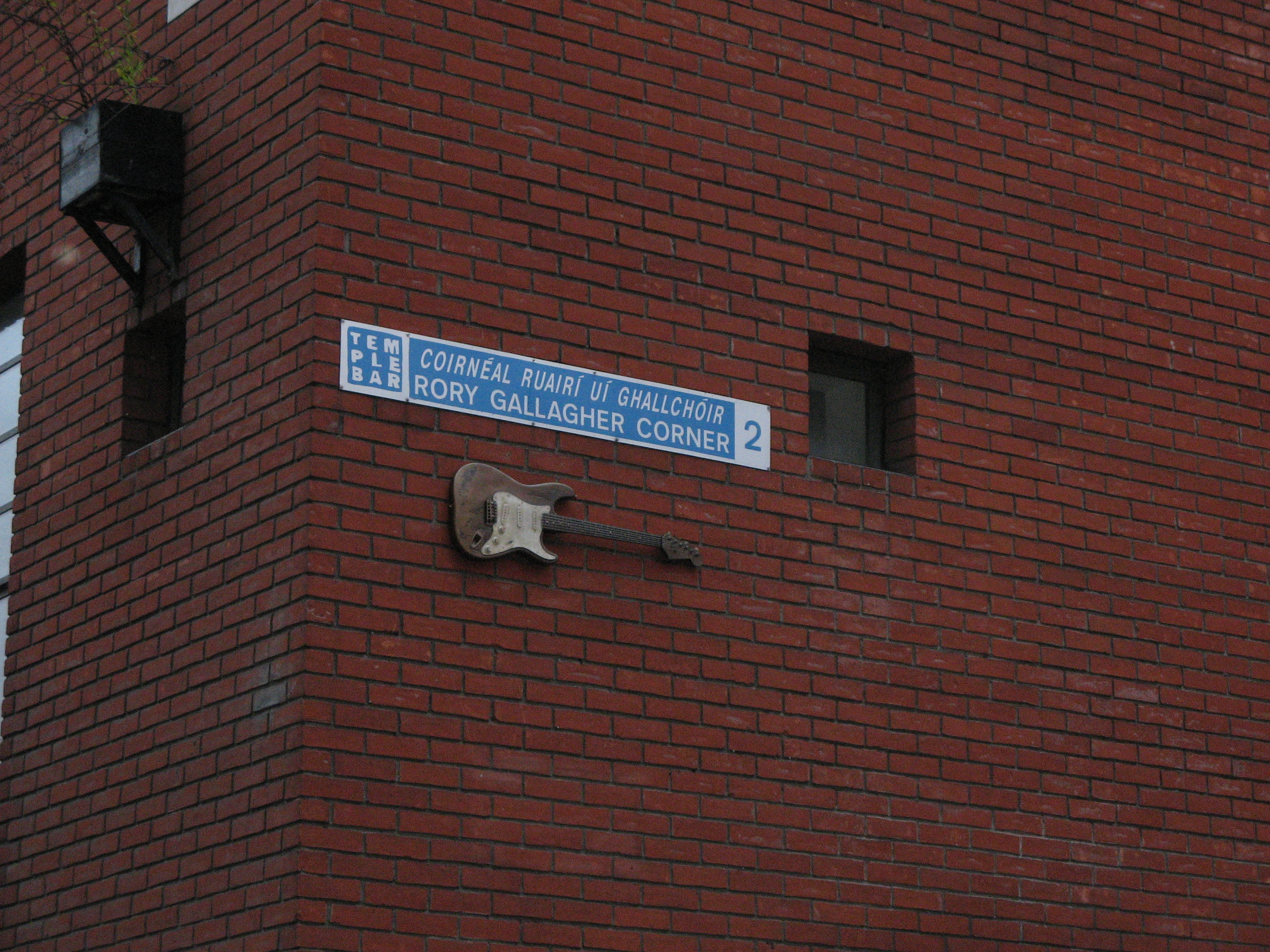
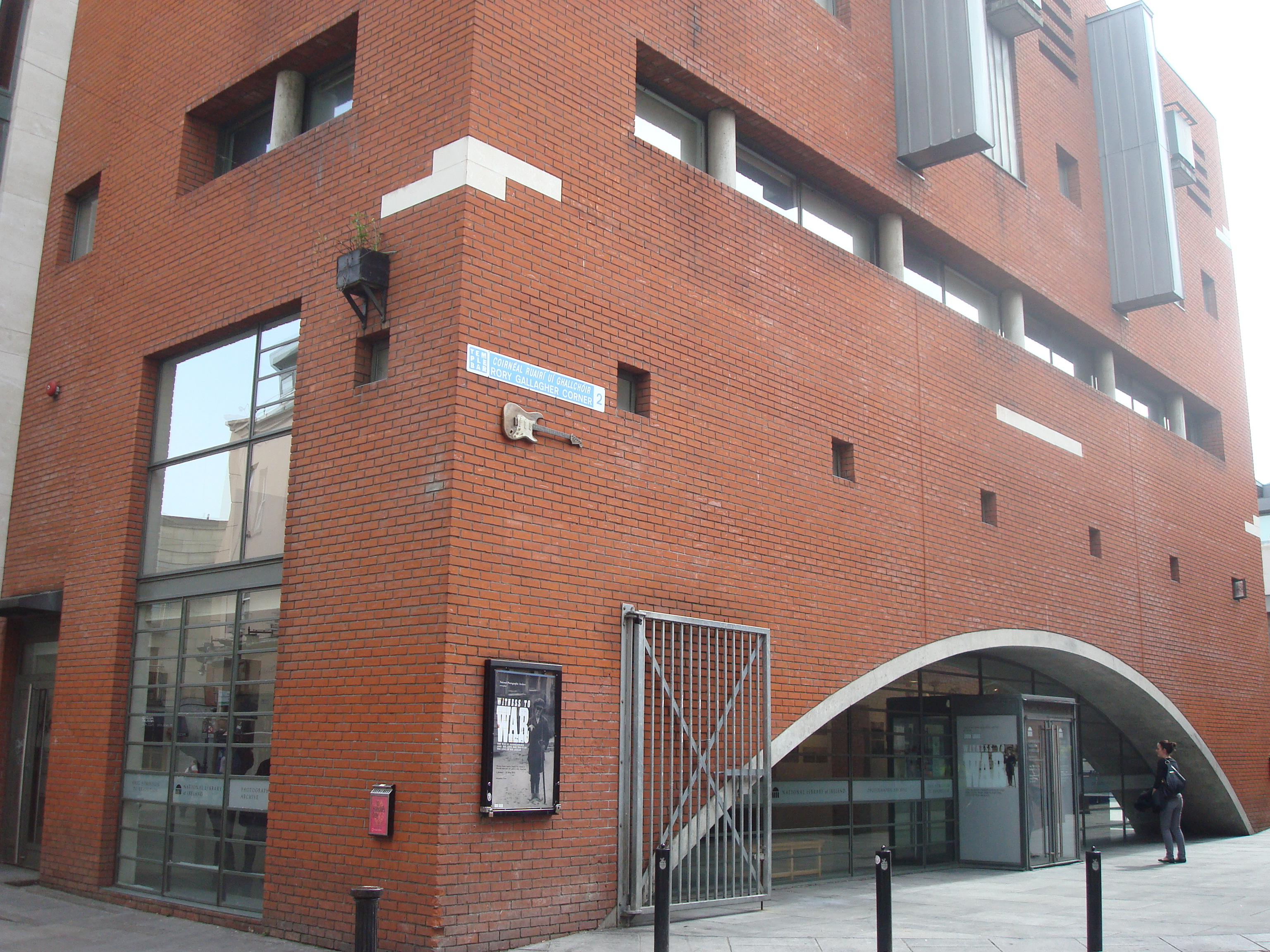